# 薩爾弗斯普林斯 (德克薩斯州)
薩爾弗斯普林斯（英語：Sulphur Springs）是一個位於美國德克薩斯州霍普金斯縣的城市。根據2010年美國人口普查，該地共人口15449人，而該地的面積約為61.20平方千米。同時該地也是霍普金斯縣的縣治。

## 地理
薩爾弗斯普林斯的座標為33°08′03″N 95°36′07″W / 33.13417°N 95.60194°W，而該地的平均海拔高度為153米（即502英尺）。